# Saint-Géraud-de-Corps
Saint-Géraud-de-Corps ist eine französische Gemeinde mit 207 Einwohnern (Stand 1. Januar 2022) im Département Dordogne in der Region Nouvelle-Aquitaine; sie gehört zum Arrondissement Bergerac und zum Kanton Pays de Montaigne et Gurson.

## Bevölkerungsentwicklung

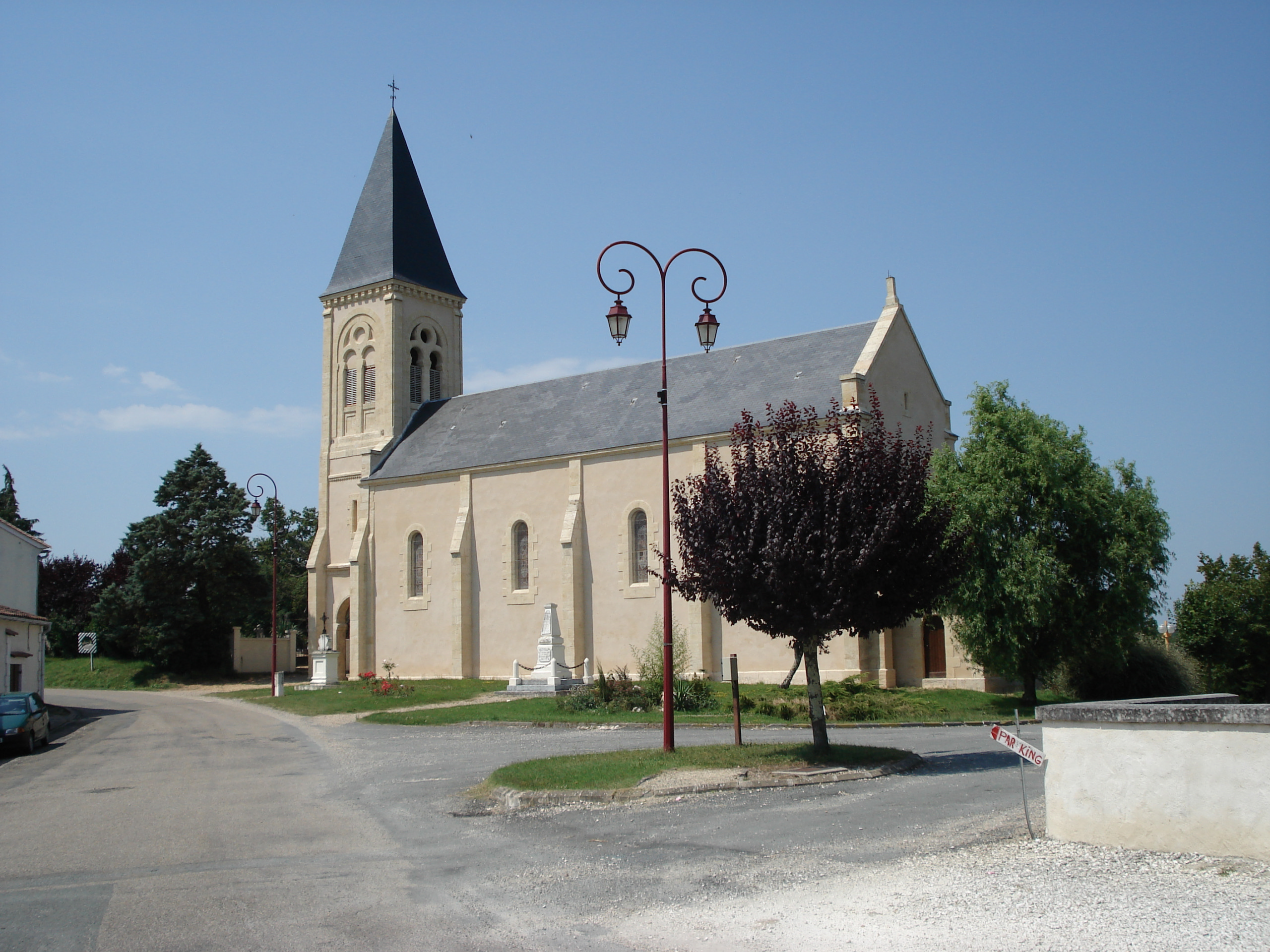
Kirche Saint-Géraud

| Jahr                       | 1962 | 1968 | 1975 | 1982 | 1990 | 1999 | 2006 | 2018 |
| Einwohner                  | 162  | 149  | 152  | 149  | 150  | 167  | 191  | 248  |
| Quellen: Cassini und INSEE |      |      |      |      |      |      |      |      |